# Petra Weschollek
Petra Weschollek (* 1. November 1973 in Oberhundem) ist eine ehemalige deutsche Biathletin, die heute als Sportwissenschaftlerin und Lehrerin arbeitet.

## Leben
Im Alter von vier Jahren nahm Petra Weschollek an ihrem ersten Langlaufwettkampf teil. Mit 13 Jahren wechselte sie zum Biathlon und belegte 1989 bei den deutschen Jugend- und Juniorenmeisterschaften im bayerischen Ruhpolding den ersten Platz im Einzel- und Staffelwettbewerb und im Sprint den zweiten Platz. Beim Europacup in den Jahren 1990 bis 1992 kam sie auf einen ersten, zwei zweite und einen dritten Platz. 1991 qualifizierte sie sich für die Juniorenweltmeisterschaften. Im ungarischen Galyatető sicherte sie sich mit ihren Teamkolleginnen die Silbermedaille im Staffelwettbewerb. Außerdem konnte sie sich am Galya-tető im Einzelwettbewerb bei 80 Starterinnen den sechsten Platz und im Sprint den neunten Platz erobern. Auch bei den folgenden Juniorenweltmeisterschaften 1992 in Canmore gewann sie eine Silbermedaille im Mannschaftswettbewerb und konnte mit Platz sieben im Sprint und Platz zwölf im Einzel erneut gute Einzelergebnisse verbuchen.
1993 und 1994 nahm Petra Weschollek an den Biathlon-Weltcup-Wettbewerben in Bad Gastein, Pokljuka, Ruhpolding und Antholz teil. 1993 belegte sie zusammen mit Uschi Disl, Simone Greiner-Petter-Memm und Petra Schaaf den vierten Rang mit der Staffel. Mit Rang 18 im Sprintwettkampf 1994 in Antholz (Südtirol) erkämpfte sie sich die Nominierung für die Olympiateilnahme. Bei den Olympischen Spielen 1994 kam sie als Ersatzläuferin der Staffel allerdings nicht zum Einsatz.
Bei den deutschen Meisterschaften der Biathleten gewann sie 1995 auf der 15-Kilometer-Strecke. Außerdem konnte sie sich in dieser Saison noch die Gesamtwertung beim Deutschlandpokal sichern. In Oberhof kam sie 1995 zu ihren letzten Weltcup-Einsätzen in Einzel und Sprint, eine Teilnahme an der Weltmeisterschaft wurde ihr aber verwehrt. Daraufhin entschloss sie sich, ihre Karriere schon mit 21 Jahren zu beenden.
Weschollek ist verheiratet, hat zwei Töchter und lebt in Saalhausen. Sie unterrichtet Sport und Französisch am Städtischen Gymnasium von Lennestadt und trainiert den Nachwuchs in ihrem Heimatverein SC Oberhundem.

## Biathlon-Weltcup-Platzierungen
Die Tabelle zeigt alle Platzierungen (je nach Austragungsjahr einschließlich Olympische Spiele und Weltmeisterschaften).
- 1.–3. Platz: Anzahl der Podiumsplatzierungen
- Top 10: Anzahl der Platzierungen unter den ersten zehn (einschließlich Podium)
- Punkteränge: Anzahl der Platzierungen innerhalb der Punkteränge (einschließlich Podium und Top 10)
- Starts: Anzahl gelaufener Rennen in der jeweiligen Disziplin

| Platzierung                               | Einzel | Sprint | Verfolgung | Massenstart | Staffel | Gesamt |
| ----------------------------------------- | ------ | ------ | ---------- | ----------- | ------- | ------ |
| 1. Platz                                  |        |        |            |             |         |        |
| 2. Platz                                  |        |        |            |             |         |        |
| 3. Platz                                  |        |        |            |             |         |        |
| Top 10                                    |        |        |            |             | 1       | 1      |
| Punkteränge                               |        | 1      |            |             | 1       | 2      |
| Starts                                    | 5      | 5      |            |             | 1       | 11     |
| Stand: Karriereende, Daten nicht komplett |        |        |            |             |         |        |